# 2007 a sportban
2007 fontosabb eseményei a sportban a következők:

## Események

### Határozott dátumú események

#### Január
- január 19. – február 4. – A 20. férfi kézilabda-világbajnokság Németországban.
- január 29. – A svájci Roger Federer nyeri az Australian Open teniszversenyt. A nők között az amerikai Serena Williams diadalmaskodik.
- január 31. – Földi Imre, az 1972-es olimpia súlyemelő bajnoka A Nemzet Sportolója lesz.

#### Február
- február 22. – március 4. – Északisí-világbajnokság.

#### Március
- március 7. – A Bajnokok Ligája nyolcaddöntőjében az FC Bayern München csapatában játszó Roy Makaay 10.2 másodperccel a kezdőrúgás után gólt lőtt a Real Madrid ellen. Ez minden idők leggyorsabban megszerzett találata a Bajnokok Ligájában.
- március 17. – április 1. – Melbourne-ben kerül megrendezésre a XII. FINA vizes világbajnokság, ahol a magyar csapat egy ezüst (férfi vízilabda-válogatott) és egy bronz érmet (Cseh László – 200 m vegyesúszás) szerez.
- március 18. – október 21. – A 2007-es Formula–1-es világbajnokság.
- március 19. – A kínai Csin Kaj, Vang Feng duó nyeri Melbourne-ben az úszó-világbajnokságon a férfi 3 méteres szinkronugrást; a második helyen a kanadai Alexandre Despatie, Arturo Miranda páros végez, míg a harmadik helyet a német Tobias Schellenberg, Andreas Wels kettős szerzi meg.[1]
- március 25. – Makón kerül megrendezésre a diákolimpiai tornaverseny, ahol a győri Bercsényi DSE 17 esztendős tornásza, Virág Zsolt talajgyakorlata közben olyan szerencsétlenül ért földet, hogy elmozdult az egyik nyakcsigolyája.[2]
- március 28. – A magyar női asztalitenisz válogatott Belgrádban 3–0-ra győz Oroszország ellen és elnyeri az Európa-bajnoki aranyérmet.

#### Április
- április 7. – A Győr-Vasas mérkőzés előtt átadják az újjáépített győri stadion északi lelátóját.
- április 18. – Cardiffban kihirdették, hogy a 2012-es labdarúgó-Európa-bajnokságot Lengyelország és Ukrajna rendezheti.

#### Május
- május 9. – A Kispest nyerte a 67. Magyar Kupát, miután a Szusza Ferenc stadionban rendezett döntőn a rendes játékidőben elért 2-2, illetve a gólt nem hozó hosszabbítás után büntetőpárbajban 3-1-re legyőzte a DVSC-t.
- május 14. – A DVSC nyeri a labdarúgó-bajnokságot, miután két fordulóval a vége előtt hazai pályán 4-1-re legyőzi a REAC együttesét. A Loki evvel sporttörténelmet írt, mivel vidéki csapatnak most először sikerült sorozatban harmadjára elhódítani a bajnoki címet.
- május 16. – A Sevilla ( Spanyolország) csapata megvédi az előző évben elnyert UEFA-kupát a Glasgowban rendezett döntőn.
- május 12. – június 4. Stefano Garzelli ( Olaszország) nyeri a Giro d’Italia országúti kerékpáros versenyt.
- május 22. – Jelinkó Attila második magyarként felér a Mount Everest 8848 méteres csúcsára.
- május 23. – Az 51. UEFA-bajnokok ligája (Bajnokcsapatok Európa Kupája) athéni döntőjét az AC Milan ( Olaszország) csapata nyeri. Ez a Milan 7. BEK/BL győzelme.

#### Július
- július 4. – A NOB az oroszországi Szocsi-nak adja a 2014. évi téli olimpiai játékok rendezésének jogát.
- július 8. – Roger Federer sorozatban ötödször nyer Wimbledonban. A nők versenyét Venus Williams nyeri.
- július 6–27. – A doppingbotrányoktól kísért Tour de France országúti kerékpáros versenyt Alberto Contador ( Spanyolország) nyeri.
- július 22. – Szávay Ágnes első egyéni WTA-tornagyőzelmét szerzi Palermóban.

#### Augusztus
- augusztus 2–4. – Amsterdam Tournament 2007
- augusztus 9–12. – 2007-es síkvízi kajak-kenu világbajnokság Duisburgban.
- augusztus 28. – Az Oszakában zajló atlétikai világbajnokságon Máté Gábor ötödik, Kővágó Zoltán kilencedik helyet szerzi meg a férfi diszkoszvetésben.

#### Szeptember
- szeptember 1–21. – A Vuelta országúti kerékpáros verseny.
- szeptember 9. – Roger Federer sorozatban negyedszer is megnyeri a US Opent, ezzel megszerzi pályafutása 12. Grand Slam-címét. A nőknél Justine Henin nyer.
- szeptember 13–29. – Sakkvilágbajnokság Mexikóvárosban, amelyen az indiai Visuvanádan Ánand megszerzi a világbajnoki címet.

#### Október
- október 5. – Marion Jones amerikai atléta bevallja, hogy – bár tudtán kívül – 1999-től két éven át doppingszereket használt.
- október 13. – A budapesti Szusza Ferenc-stadionban rendezett Európa-bajnoki selejtezőn a magyar válogatott 2–0-ra legyőzi Máltát.
- október 21. – Kimi Räikkönen nyeri a Formula–1-es világbajnokságot.
- október 23. – november 3. – Chicagóban rendezték meg a 14. amatőr ökölvívó-világbajnokságot.
- október 30. – Kovács Ágnes doppingbotrányba keveredik.

#### November
- november 4. – Talmácsi Gábor második lett a Valenciai MotoGP futamon, így a MotoGP 125 cm³-es géposztályának világbajnoka lett.
- november 8. – Kovács Ágnes megismétli a doppingvizsgálatot.
- november 15. – A Magyar Úszó Szövetség fegyelmi bizottsága kijelenti, hogy Kovács Ágnes – az október 30-ai doppingellenőrzés során – nem valósított meg doppingvétséget.
- november 16. – Hajnal Tamás kapta meg a Magyar Aranylabdát.
- november 20–25. – Szombathelyen kerül megrendezésre az 5. aerobik Európa-bajnokság.[3]
- november 22. – Kovács Ágnes második doppingtesztje negatív eredményt hoz.
- november 23. – Dulakodásba keveredik Kósz Zoltán olimpiai bajnok vízilabdázó és Petőváry Zsolt az őket igazoltató rendőrrel, minek következtében mindkét játékost felfüggesztik.
- november 24. – december 16. – 2007-es sakkvilágkupa, Hanti-Manszijszk (Oroszország)

#### December
- december 1. – David Taylor, az UEFA főtitkára bejelenti, miszerint Magyarország rendezheti meg a 2009-es futsal Európa-bajnokságot.
- december 2. – Belgrádban, a Crvena zvezda–Hajduk Kula első osztályú bajnoki labdarúgó-mérkőzésen a helyi szurkolók rátámadnak egy civil ruhás rendőrre, aki kamerával filmre vette őket.
- december 2–16. – A 18. női kézilabda-világbajnokság Franciaországban.
- december 13–16. – Debrecenben rendezik a rövid pályás úszó Európa-bajnokságot.
- december 26–29. – A 2007-es magyar jégkorongkupa megrendezésre kerül Csíkszeredában.

### Határozatlan dátumú események
- III. Hungarian Bowl

## Születések
- január 1. Ian Subiabre, argentin korosztályos válogatott labdarúgó
- március 28. – Csüan Hung-csan, olimpiai bajnok kínai műugró
- július 13. – Lamine Yamal, Európa-bajnok spanyol válogatott labdarúgó
- augusztus 30. – Nisija Momidzsi, olimpiai bajnok és világbajnoki ezüstérmes japán gördeszkás

## Halálozások
- ? – Hennyey Imre, magyar-kanadai vívó, olimpikon (* 1913)
- január 2. – Dan Shaver, amerikai autóversenyző (* 1950)
- január 22. – Toulo de Graffenried, svájci autóversenyző, Formula–1-es pilóta (* 1914)
- március 6. – Clem Labine, World Series bajnok amerikai baseballjátékos (* 1926)
- március 12. – Norm Larker, World Series bajnok amerikai baseballjátékos (* 1930)
- március 16. – Pedro Cubilla, uruguayi válogatott labdarúgó, edző (* 1933)
- április 17. – Raymond Kaelbel, francia válogatott labdarúgó, edző (* 1932)
- április 26. – Florea Dumitrache, román válogatott labdarúgó (* 1948)
- június 13. – Claude Netter, olimpiai és világbajnok francia tőrvívó (* 1924)
- augusztus 27. – Burkhard Gantenbein, olimpiai bronzérmes svájci kézilabdázó (* 1912)
- szeptember 30. – Henri Paternóster, olimpiai bronzérmes belga tőrvívó (* 1908)
- október 26. – Edgardo González, uruguayi válogatott labdarúgó (* 1936)
- október 29. – Christian d’Oriola, olimpiai és világbajnok francia tőrvívó (* 1928)
- november 5. – Nils Liedholm, olimpiai bajnok és világbajnoki ezüstérmes svéd válogatott labdarúgó, edző (* 1922)
- november 23. – Joe Kennedy, amerikai baseballjátékos (* 1979)
- november 28. – Günther Ullerich, olimpiai bronzérmes német gyeplabdázó (* 1928)
- december 8. – Béky Bertalan, magyar válogatott labdarúgó (* 1913)